# Thomas Stanley (poète)
Pour les articles homonymes, voir Thomas Stanley.
Thomas Stanley est un poète anglais, né à Cumberlow, comté d’Hertford, en 1625, et mort à Londres en 1678.
Il complète ses études à Cambridge, voyage ensuite sur le continent et revient se fixer à Londres, au milieu des jurisconsultes de Middle-Temple, partageant son temps entre l’étude du droit et celle des classiques de l’antiquité. Stanley est intimement lié avec le poète Edward Sherburne et avec Joseph Marsham.
Grâce à ses talents et à sa naissance (il est petit-fils d’un enfant naturel du comte Édouard Derby), il contracte un riche mariage qui lui permet de s’adonner entièrement à ses goûts favoris.

## Œuvres
On lui doit : 
- Poems and translations (Londres, 1649, 2 vol. in-8°).
- History of philosophy (1655, 3 vol. in-fol.), ouvrage dans lequel il expose les doctrines par des citations, sans porter de jugements critiques.
- Æschyli tragœdiæ VII, cum scholiis (1664, in-fol.), édition estimée.
- Des traductions anglaises d’ouvrages italiens, espagnols, français, entre autres d’Aurore Isménie et le prince de Juan Pérez de Montalván, du Discours sur l’amour de Jean Pic de la Mirandole (1651), d’Oronte de Chypre de Girolamo Preti (1650), des Poésies de Théophile de Viau, etc.

## Source
« Thomas Stanley (poète) », dans Pierre Larousse, Grand dictionnaire universel du XIXe siècle, Paris, Administration du grand dictionnaire universel, 15 vol., 1863-1890 [détail des éditions].